# Przełęcz Mikołajowska
Przełęcz Mikołajowska  – przełęcz (552 m n.p.m.), w południowo-zachodniej Polsce, w Sudetach Środkowych, w Grzbiecie Zachodnim pasma Gór Bardzkich.
Przełęcz położona jest na obszarze chronionego krajobrazu Gór Bardzkich w środkowej części Grzbietu Zachodniego Gór Bardzkich, na południowy wschód od Wilczaka, na południe od miejscowości Mikołajów.
Przełęcz stanowi niewielkie, w całości porośnięte lasem regla dolnego siodło, łagodnie wcięte między wzniesienia Radosz (590 m n.p.m.) i Wilczak (637 m n.p.m.).

## Turystyka
W pobliżu przełęczy przechodzą szlaki:
- pieszy po południowej stronie przełęczy:

 niebieski – odcinek Europejskiego Szlaku Długodystansowego z Srebrnej Góry do Lądka-Zdroju;
- rowerowe po północnej stronie przełęczy:

 – trasa dookoła Barda;
 – trasa Srebrna Góra – Ząbkowice Śląskie.